# Gradiente

En las dos imágenes anteriores, los valores de la función se representan en blanco y negro.
El negro representa valores más altos y su gradiente correspondiente se representa con flechas azules.

En análisis, particularmente en cálculo vectorial, el gradiente o vector gradiente de un campo escalar {\displaystyle f:\mathbb {R} ^{n}\longrightarrow \mathbb {R} } es un campo vectorial, denotado {\displaystyle \nabla f}. El vector gradiente de {\displaystyle f} evaluado en un punto genérico {\displaystyle x} del dominio de {\displaystyle f} indica la dirección en la cual el campo {\displaystyle f} varía más rápidamente y su módulo representa el ritmo de variación de {\displaystyle f} en la dirección de dicho vector gradiente. 
El gradiente se representa con el operador diferencial nabla {\displaystyle \nabla } seguido de la función (atención a no confundir el gradiente con la divergencia; esta última se denota con un punto de producto escalar entre el operador nabla y el campo, {\displaystyle \nabla \cdot {\vec {F}}}). También puede representarse mediante {\displaystyle {\vec {\nabla }}f}, o usando la notación {\displaystyle \operatorname {grad} (f)}. 
La generalización del concepto de gradiente para funciones vectoriales de varias variables es el concepto de matriz jacobiana.
En Derivadas parciales introducimos la derivada parcial. Una función z=f(x,y) tiene dos derivadas parciales ∂z/∂x y ∂z/∂y. Estas derivadas corresponden a cada una de las variables independientes y pueden interpretarse como tasas de cambio instantáneas (es decir, como pendientes de una línea tangente). Por ejemplo, ∂z/∂x representa la pendiente de una línea tangente que pasa por un punto determinado de la superficie definida por z=f(x,y), asumiendo que la línea tangente es paralela al eje x. De la misma manera, ∂z/∂y representa la pendiente de la línea tangente paralela al eje y. 

## Definición
En matemáticas, el ‘gradiente’ es una generalización multivariable de la derivada. Mientras que una derivada se puede definir solo en funciones de una sola variable, para funciones de varias variables, el gradiente toma su lugar. El gradiente es una función de valor vectorial, a diferencia de una derivada, que es una función de valor escalar.
Al igual que la derivada, el gradiente representa la pendiente de la recta tangente a la gráfica de una función. Más precisamente, el gradiente apunta a los puntos de la gráfica a los cuales la gráfica tiene un mayor incremento. La magnitud del gradiente es la pendiente de la gráfica en esa dirección.
Los componentes del gradiente en coordenadas son los coeficientes de las variables presentes en la ecuación del espacio tangente al gráfico. Esta propiedad de caracterización del degradado permite que se defina independientemente de la elección del sistema de coordenadas, como un campo vectorial cuyos componentes en un sistema de coordenadas se transformarán cuando se pase de un sistema de coordenadas a otro.
Se toma como campo escalar el que se asigna a cada punto del espacio una presión P (campo escalar de 3 variables), entonces el vector gradiente en un punto genérico del espacio indicará la dirección en la cual la presión cambiará más rápidamente. Otro ejemplo es el de considerar el mapa de líneas de nivel de una montaña como campo escalar, que asigna a cada pareja de coordenadas latitud/longitud un escalar altitud (campo escalar de 2 variables). En este caso el vector gradiente en un punto genérico indicará la dirección de máxima inclinación de la montaña. Nótese que el vector gradiente será perpendicular a las líneas de contorno (líneas «equiescalares») del mapa. 
Si {\displaystyle f:\mathbb {R} ^{n}\to \mathbb {R} } es un campo escalar entonces el gradiente de {\displaystyle f} en {\displaystyle \mathbf {r} } se define como el campo vectorial {\displaystyle \nabla f:\mathbb {R} ^{n}\to \mathbb {R} ^{n}} cuyas componentes son las derivadas parciales del campo escalar, esto es:
{\displaystyle \nabla f(\mathbf {r} )=\left({\frac {\partial f(\mathbf {r} )}{\partial x_{1}}},\dots ,{\frac {\partial f(\mathbf {r} )}{\partial x_{n}}}\right).}
Esta definición se basa en que el gradiente permite calcular fácilmente las derivadas direccionales. Definiendo en primer lugar la derivada direccional según un vector:
{\displaystyle {\frac {\partial \phi }{\partial n}}\equiv \lim _{\epsilon \to 0}{\frac {\phi (\mathbf {r} +\epsilon {\hat {\mathbf {n} }})-\phi (\mathbf {r} )}{\epsilon }}}.
Una forma equivalente de definir el gradiente es como el único vector que, multiplicado por el vector unitario, da la derivada direccional del campo escalar:
{\displaystyle {\frac {\partial \phi }{\partial n}}={\hat {\mathbf {n} }}\cdot \nabla \phi }.
Con la definición anterior, el gradiente está caracterizado de forma unívoca. El gradiente se expresa alternativamente mediante el uso del operador nabla:
{\displaystyle {\rm {grad}}\ \phi =\nabla \phi }.

## Interpretación
De forma geométrica, el gradiente es un vector normal (perpendicular) a la curva de nivel en el punto que se está estudiando, llámese (x,y), (x,y,z), (tiempo, temperatura), etc. Algunos ejemplos son:
- Considere una habitación en la cual la temperatura se define a través de un campo escalar, de tal manera que en cualquier punto {\displaystyle (x,y,z)}, la temperatura es {\displaystyle \phi (x,y,z)}. Asumiremos que la temperatura no varía con respecto al tiempo. Siendo esto así, para cada punto de la habitación, el gradiente en ese punto nos dará la dirección en la cual la temperatura aumenta más rápido. La magnitud del gradiente nos dirá cuan rápido aumenta la temperatura en esa dirección.
- Considere una montaña en la cual su altura en el punto {\displaystyle (x,y)} se define como {\displaystyle H(x,y)}. El gradiente de {\displaystyle H} en ese punto estará en la dirección para la que hay un mayor grado de inclinación. La magnitud del gradiente nos mostrará cuán empinada se encuentra la pendiente.

## Propiedades
El gradiente verifica que:
- {\displaystyle \nabla (f+g)=\nabla f+\nabla g}
- {\displaystyle \nabla (\alpha f)=\alpha \nabla f},[3] con estas dos propiedades, el gradiente es un operador lineal.
- Es ortogonal a las superficies equiescalares, definidas por {\displaystyle \phi \,\!} =cte.
- Apunta en la dirección en que la derivada direccional es máxima.
- Su norma es igual a esta derivada direccional máxima.
- Se anula en los puntos estacionarios (máximos, mínimos y puntos de silla).
- El campo formado por el gradiente en cada punto es siempre irrotacional, esto es,

{\displaystyle \nabla \times (\nabla \phi )\equiv {\vec {0}}}
| Demostración |
| (1) Sea M el conjunto de puntos que verifican {\displaystyle \phi (x)=c}, sea una curva {\displaystyle \mathbf {x} (t)} en M, y sea un vector tangente {\displaystyle \mathbf {v} ={\frac {d\mathbf {x} }{dt}}}, entonces: {\displaystyle {\frac {d}{dt}}\phi (\mathbf {x} (t))=0={\frac {\partial \phi }{\partial x_{i}}}{\frac {dx_{i}}{dt}}=\nabla \phi \cdot \mathbf {v} =0} de modo que {\displaystyle \nabla \phi } es ortogonal a todo vector tangente {\displaystyle \mathbf {v} } (2) La derivada direccional en la dirección de un vector unitario {\displaystyle \mathbf {v} } viene dada por: {\displaystyle \nabla \phi \cdot \mathbf {v} =\|\nabla \phi \|cos\theta } que es máxima cuando {\displaystyle \mathbf {v} } apunta en la dirección de {\displaystyle \nabla \phi } (3) Por lo expuesto en (2) (4) El incremento infinitesimal en una dirección {\displaystyle \mathbf {v} } de {\displaystyle \Phi } viene dado por la derivada direccional en esa dirección, y dado que en un punto estacionario tal incremento ha de ser nulo para cualquier dirección el gradiente ha de anularse. (5) La componente k-ésima del rotacional puede calcularse empleando el símbolo de Levi-Civita y si las derivadas cruzadas son iguales se tiene: {\displaystyle \epsilon _{ijk}\partial _{i}\partial _{j}\phi =0} |

## Expresión en diferentes sistemas de coordenadas
A partir de su definición puede demostrarse su expresión en diferentes sistemas de coordenadas. En coordenadas cartesianas, su expresión es simplemente
{\displaystyle \nabla \phi ={\frac {\partial \phi }{\partial x}}{\hat {x}}+{\frac {\partial \phi }{\partial y}}{\hat {y}}+{\frac {\partial \phi }{\partial z}}{\hat {z}}}
En un sistema de coordenadas ortogonales, el gradiente requiere los factores de escala, mediante la expresión
{\displaystyle \nabla \phi ={\frac {1}{h_{1}}}{\frac {\partial \phi }{\partial q_{1}}}{\hat {q}}_{1}+{\frac {1}{h_{2}}}{\frac {\partial \phi }{\partial q_{2}}}{\hat {q}}_{2}+{\frac {1}{h_{3}}}{\frac {\partial \phi }{\partial q_{3}}}{\hat {q}}_{3}}
Para coordenadas cilíndricas ({\displaystyle h_{\rho }=h_{z}=1}, {\displaystyle h_{\varphi }=\rho }) resulta
{\displaystyle \nabla \phi ={\frac {\partial \phi }{\partial \rho }}{\hat {\rho }}+{\frac {1}{\rho }}{\frac {\partial \phi }{\partial \varphi }}{\hat {\varphi }}+{\frac {\partial \phi }{\partial z}}{\hat {z}}}
y para coordenadas esféricas ({\displaystyle h_{r}=1}, {\displaystyle h_{\theta }=r}, {\displaystyle h_{\varphi }=r{\rm {sen}}\theta })
{\displaystyle \nabla \phi ={\frac {\partial \phi }{\partial r}}{\hat {r}}+{\frac {1}{r}}{\frac {\partial \phi }{\partial \theta }}{\hat {\theta }}+{\frac {1}{r\,{\rm {sen}}\,\theta }}{\frac {\partial \phi }{\partial \varphi }}{\hat {\varphi }}}
En un sistema de coordenadas curvilíneo general el gradiente tiene la forma:
{\displaystyle \nabla \phi =(g^{ij})^{1/2}{\frac {\partial \phi }{\partial x^{i}}}{\hat {e}}_{j}}
donde en la expresión anterior se usa el convenio de sumación de Einstein.

## Gradiente de un campo vectorial
Véase también Tensores finitos de deformación
En un espacio euclidiano tridimensional, el concepto de gradiente también puede extenderse al caso de un campo vectorial, siendo el gradiente de {\displaystyle \mathbf {F} } un tensor que da el diferencial del campo al realizar un desplazamiento:
{\displaystyle {\frac {d\mathbf {F} }{d\mathbf {r} }}(\mathbf {v} ):=\lim _{\mathbf {v} \to 0}{\frac {\mathbf {F} (\mathbf {r} +\mathbf {v} )-\mathbf {F} (\mathbf {r} )}{\|\mathbf {v} \|}}=(\nabla \mathbf {F} )\cdot \mathbf {v} }
Fijada una base vectorial, este tensor podrá representarse por una matriz 3x3, que en coordenadas cartesianas está formada por las tres derivadas parciales de las tres componentes del campo vectorial. El gradiente de deformación estará bien definido solo si el límite anterior existe para todo {\displaystyle \mathbf {v} } y es una función continua de dicho vector.
Técnicamente el gradiente de deformación no es otra cosa que la aplicación lineal de la que la matriz jacobiana es su expresión explícita en coordenadas.

## Ejemplos
1. Dada la función {\displaystyle f(x,y,z)=2x+3y^{2}-\operatorname {sen}(z)} su vector gradiente es el siguiente:
{\displaystyle \nabla f={\begin{pmatrix}{\frac {\partial f}{\partial x}},{\frac {\partial f}{\partial y}},{\frac {\partial f}{\partial z}}\end{pmatrix}}={\begin{pmatrix}{2},{6y},{-\cos(z)}\end{pmatrix}}.}
2. Dada la función {\displaystyle z(x,y)=x^{2}+2x+y^{2}+y^{3}+xy} su vector gradiente es el siguiente:
{\displaystyle \nabla z={\begin{pmatrix}{\frac {\partial z}{\partial x}},{\frac {\partial z}{\partial y}}\end{pmatrix}}={\begin{pmatrix}{2x+y+2},{2y+3y^{2}+x}\end{pmatrix}}.}
3. Dada la función {\displaystyle \xi (\alpha ,\beta ,\gamma )={\alpha }^{4}+e^{{\beta }^{3}+e^{2}\arctan {\gamma }}+{\gamma }^{2\pi }} 
su vector gradiente es el siguiente:
{\displaystyle \nabla \xi ={\begin{pmatrix}{\frac {\partial \xi }{\partial \alpha }},{\frac {\partial \xi }{\partial \beta }},{\frac {\partial \xi }{\partial \gamma }}\end{pmatrix}}={\begin{pmatrix}{4{\alpha }^{3}},{3{\beta }^{2}e^{{\beta }^{3}+e^{2}\arctan {\gamma }}},{{\frac {e^{2}}{1+{\gamma }^{2}}}e^{{\beta }^{3}+e^{2}\arctan {\gamma }}+2\pi {\gamma }^{2\pi -1}}\end{pmatrix}}.}

## Aplicaciones

### Aproximación lineal de una función
El gradiente de una función {\displaystyle f:\mathbb {R} ^{n}\to \mathbb {R} } caracteriza la mejor aproximación lineal de la función en un punto particular {\displaystyle x_{0}\in \mathbb {R} ^{n}}. Se expresa así:
{\displaystyle f(x)=f(x_{0})+(\nabla _{x}f(x_{0}))(x-x_{0})}
donde {\displaystyle \nabla _{x}f(x_{0})} es el gradiente evaluado en {\displaystyle x_{0}}.

### Aplicaciones en física
La interpretación física del gradiente es la siguiente: mide la rapidez de variación de una magnitud física al desplazarse una cierta distancia. Un gradiente alto significa que de un punto a otro cercano la magnitud puede presentar variaciones importantes (aquí se entiende por gradiente alto o grande uno tal que su módulo es grande). Un gradiente de una magnitud pequeño o nulo implica que dicha magnitud apenas varía de un punto a otro.
El gradiente de una magnitud física posee innumerables aplicaciones en física, especialmente en electromagnetismo y mecánica de fluidos. En particular, existen muchos campos vectoriales que puede escribirse como el gradiente de un potencial escalar.
- Uno de ellos es el campo electrostático, que deriva del potencial eléctrico:

{\displaystyle \mathbf {E} =-{\boldsymbol {\nabla }}\phi }
- Todo campo que pueda escribirse como el gradiente de un campo escalar, se denomina potencial, conservativo o irrotacional. Así, una fuerza conservativa deriva de la energía potencial como:

{\displaystyle \mathbf {F} =-{\boldsymbol {\nabla }}V}
- Los gradientes también aparecen en los procesos de difusión que verifican la ley de Fick o la ley de Fourier para la temperatura. Así, por ejemplo, el flujo de calor en un material es directamente proporcional al gradiente de temperaturas

{\displaystyle \mathbf {q} =-k{\boldsymbol {\nabla }}T}
siendo {\displaystyle \scriptstyle k} la conductividad térmica.